# نمایشگاه هوایی تهران
نمایشگاه هوایی تهران(به انگلیسی: Tehran Aviation Exhibition)، مکانی برای نمایش هواپیماهای قدیمی است و از جاهای دیدنی تهران به شمار می‌رود. جایی که گردشگران می‌توانند با انواع هواپیماهای تاریخی ایران آشنا شوند. نمایشگاه هوایی تهران، کار خود را از سال ۱۳۶۵ به منظور نمایش هواپیماهای فرسوده و قدیمی و همچنین آشنایی جوانان با پرواز و صنعت هوافضا آغاز کرد. این نمایشگاه، اولین و تنها مرکز دائمی نمایش‌های هوایی در ایران و خاورمیانه است. نمایشگاه هوایی تهران در واقع یک موزه هوانوردی است که در آن هواپیماهای قدیمی به نمایش گذاشته شده‌اند. این نمایشگاه ۴۰ هکتار وسعت دارد و دارای بخش‌های متنوعی شامل محوطه هواپیما، سالن موزه تاریخ و سرگذشت هوانوردی ایران و جهان است. بیش از ۴۲ فروند هواپیما در این نمایشگاه به نمایش گذاشته شده‌اند که هر کدام از آن‌ها تاریخچه طولانی دارند. این نمایشگاه در چهار کیلومتری جاده تهران-کرج واقع شده‌ و بازدید از آن برای عموم آزاد است. در این نمایشگاه هواپیماهای تک موتوره، دو موتوره، سه موتوره، هلی‌کوپتر، پاراموتور، هواپیماهای توپولف و هلکوپتر ظفر به نمایش گذاشته شده ‌است.
آشنایی با تئوری پرواز و اصول صحیح ساخت هواپیما و همچنین نمونه هواپیماهای بسیار قدیمی مانند داکوتا، قطعات انواع هواپیما، فیلم‌های مربوط به پرواز با کایت و بالون نیز به نمایش گذاشته شده است. برای رفتن به نمایشگاه هوایی تهران، باید به بزرگراه شیخ فضل‌الله غرب رفته و بعد از گذشتن از بزرگراه باکری به پارک ارم تهران رفت. درست روبه‌روی پارک ارم، نمایشگاه هوایی تهران را مشهود است. همچنین می شود از مترو برای رسیدن به نمایشگاه هوایی تهران استفاده کرد؛ بدین منظور باید مردم به ایستگاه متروی ارم سبز بروند، این ایستگاه در فاصله یک کیلومتری از نمایشگاه قرار دارد و با چند قدم پیاده‌روی می شود به آن رسید. گزینه دیگر برای رسیدن به نمایشگاه هوایی تهران استفاده از اتوبوس است. ایستگاه اتوبوس پارک ارم در خط کرج به میدان آزادی، نزدیک‌ترین ایستگاه اتوبوس به این نمایشگاه است.

### موزه هواپیماهای ایران
موزه هواپیماهای تهران یا همان موزه نمایشگاه هوایی تهران است؛ یعنی اولین و تنها مرکز دائمی نمایش‌های هوایی در خاورمیانه است. در این موزه هواپیماهای قدیمی در معرض نمایش عموم قرار دارد و در واقع این موزه مکانی برای آشنایی افراد با پرواز و صنعت هوانوردی است.قبل از انقلاب دو موزه هوانوردی در ایران یکی در منزل امیر خاتمی فرمانده اسبق نیروی هوایی و دیگری در فرودگاه قلعه مرغی وجود داشتند که هر دو در سال ۱۳۵۰ تاسیس شده بودند. فرودگاه قلعه مرغی، قدیمی‌ترین آشیانه هواپیمای ایران بود. پس از پیروزی انقلاب و در سال ۱۳۶۵ تنها موزه هوانوردی ایران در مرکز نمایش‌های هوایی تهران، روبه‌روی پارک ارم افتتاح شد. این مرکز دارای مجموعه‌ای کامل از قدیمی‌ترین هواپیماهای ایران است. نخستین پرنده‌های این موزه هواپیماهای سبک و سنگینی بودند که شرکت هواپیمایی آسمان آن‌ها را به عنوان بخشی از بدهی خود به سازمان صنایع هوایی واگذار کرد. اما هواپیماهای جالب تر این موزه، دو فروند بوئینگ ۷۲۷ به نام‌های فلسطین و قدس هستند که جزو هواپیماهای وی‌آی‌پی ارتش بوده‌اند.

### موزه نیروی هوایی ارتش
موزه نیروی هوایی ارتش در قلب تهران و در حوالی منطقه پیروزی در ساختمانی که پنجاه سال از عمر آن می‌گذرد به عنوان موزه نیروی هوایی ایران به بهره‌برداری رسید. این موزه یکی از دیدنی‌ترین موزه‌های پایتخت است و در آن تاریخ اولین بالن، اولین هواپیما در ایران، سیر تحول لباس‌های فرم نیروی هوایی و همچنین آشنایی با سیر داستانی تشکیل یگان هوایی ایران از سال ۱۳۰۱ هجری را در این موزه به نمایش گذاشته شده‌ است. یک فروند هواپیمای جنگنده شرکت‌کننده در جنگ جهانی اول به نام هاروارد، خودرویی که به وسیله منصور ستاری طراحی شده‌ است یا همان شمس، ماکت انواع هواپیما و هلی‌کوپتر، وصیت‌نامه‌ها، اسناد و لباس خلبان‌های ارتش، از دیگر بخش‌ها و گنجینه‌های موزه نیروی هوایی ارتش در خیابان پیروزی است. در حقیقت موزه نیروی هوایی ارتش، یک مجموعه گران‌بها از یک قرن فعالیت ارتش در کشور ایران است.
بازدید از موزه نیروی هوایی ارتش در حال حاضر برای عموم آزاد نیست؛ چرا که این موزه در دل یک مجموعه نظامی قرار دارد. موزه نیروی هوایی ارتش، همان موزه ملی هوانوردی ایران نیز است.

### شمس؛ خودروی طراحی شده خلبان تیمسار منصور ستاری
در بیرون از محوطه موزه نیروی هوایی ارتش، خودرویی به نام شمس قرار دارد که توسط تیمسار منصور ستاری طراحی و ساخته شده‌ است. این خودرو ظرفیت چهار نفر و سرعتی تا ۱۶۰ کیلومتر بر ساعت را دارد. خودروی شمس، ۳۳۰ سانتی‌متر طول، ۱۴۲ سانتی‌متر عرض، ۱۵۰ سانتی‌متر ارتفاع و یک باک یا گنجایش ۴۷ لیتر بنزین دارد.

### هواپیمای ایلیوشین
یکی دیگر از چیزهای جالبی که در محوطه بیرونی موزه ناجا دیده می شود، یک فروند هواپیمای ایلیوشین، اهدایی شوروی به محمدرضاشاه ایران، ‌است. این هواپیما در سال ۱۳۵۳ وارد نیروی هوایی شد و تنها برخی از مقامات اجازه مسافرت با آن را داشتند.

### بالگرد UH19
بالگرد UH19 که اهدایی کشور آمریکا به فرح پهلوی بوده‌ است از دیگر وسایل در موزه نیروی هوایی ارتش است. همچنین از دیگر نکات مهم در موزه نیروی هوایی ارتش، سیر تحول یونیفرم نیروی هوایی است. درجه‌های بکار رفته در این لباس‌ها بسیار شبیه درجه‌های نیروی دریایی بوده‌ است. موزه جنگ در تمامی کشورها جزو موزه‌های مهم و البته دیدنی هر کشوری است. موزه‌ای که به منظور نگه داشتن یاد جان باختگان جنگی احداث شده تا مردم همیشه آن‌ها را در خاطره خود نگه دارند و درک صحیحی از جنگ و اثرات آن داشته باشند. موزه نیروی هوایی ارتش را کمتر کسی در ایران می‌شناسد.